# Cymothoa exigua
Cymothoa exigua là một loài chân đều trong họ Cymothoidae. Loài này được Schioedte & Meinert miêu tả khoa học năm 1884.
Đây là loài ký sinh cá. Chúng đi vào mang cá, bám vào cuống lưỡi và sau đó chính nó trở thành lưỡi vật chủ và cá có thể sử dụng nó như cái lưỡi thật sự đổi lại việc nó hút máu và chất nhầy của cá. Ngoài việc thay thế lưỡi cá và hút một ít máu thì loài này không gây hại gì khác cho cá. Đây là trường hợp duy nhất được biết đến về một loại ký sinh có thể thay thế và đảm nhiệm chức năng của một bộ phận sinh học trong vật chủ.

## Tập tính
Sử dụng ngạnh trước của mình, C. exigua cắt đứt các mạch máu ở lưỡi cá, khiến lưỡi vật chủ bị teo đi do thiếu máu. Sau đó chúng thay thế lưỡi của con cá bằng cách gắn cơ thể của chính nó vào các cơ ở cuống lưỡi. Không có thông tin về việc chúng gây ra các tổn thương khác cho con cá bị ký sinh, nhưng các nghiên cứu của Lanzing and O'Connor (1975) cho thấy các con cá là vật chủ thường nhẹ cân hơn các con cá khác. Có thể nguyên nhân là do khi C. exigua thay thế lưỡi, chúng đồng thời hút máu và chất nhầy của con cá bị ký sinh, dẫn đến sinh trưởng của cá bị ảnh hưởng. Đây là trường hợp duy nhất được biết tới khi ký sinh trùng thay thế cơ quan của vật chủ. Khi con cá ký sinh bị chết, C. exigua sẽ tự tách ra khỏi cuống lưỡi sau một thời gian, rời khỏi khoang miệng của cá, và có thể bám vào bên ngoài đầu hoặc thân của cá. Hiện chưa có quan sát đầy đủ về những gì diễn ra với chúng sau đó.

## Phân bố
C. exigua được phân bố khá rộng rãi. Chúng có thể được tìm thấy từ Vịnh California cho đến Vịnh Guayaquil, Ecuador, cũng như các khu vực của Đại Tây Dương. Chúng đã được lấy mẫu ở các vùng nước sâu từ 2 mét (6 ft 7 in) đến gần 60 m (200 ft). Vật chủ của chúng bao gồm 8 loài trong 2 bộ và 4 họ cá, đó là 7 loài thuộc bộ Perciformes: 3 loài cá hồng (Lutjanidae), 1 loài cá sạo (Haemulidae), 3 loài cá lù đù (Sciaenidae), và 1 loài thuộc bộ Atheriniformes. Các vật chủ mới từ Costa Rica bao gồm Cá hồng Colorado và cá hồng Jordan, L. jordani.
Vào năm 2005, một con cá hồng đỏ bị ký sinh bởi loài Rận ăn lưỡi đã được phát hiện ở Vương Quốc Anh. Vì loài này thường được thấy ở phía nam vịnh California Mexico nên có suy đoán rằng phạm vi phân bố của chúng đang được mở rộng; tuy nhiên cũng có thể đây chỉ là một sự cố cá biệt.

## Sinh sản
Hiện chưa có nhiều thông tin về vòng đời của Rận ăn lưỡi. Đây là một loài sinh sản hữu tính. Có khả năng ấu trùng đầu tiên bám vào mang cá và trở thành con đực. Khi trưởng thành, chúng trở thành con cái và việc giao phối diễn ra trong mang cá. Nếu không có sẵn con cái, một trong 2 con đực sẽ biến thành con cái sau khi chiều dài của nó phát triển thành 10 milimét (0,4 in). Con cái sau đó tới miệng cá và tiến hành thay thế lưỡi trên cơ thể vật chủ.

## Ảnh hưởng tới con người
Về cơ bản C. exigua không gây ảnh hưởng tới con người, trừ khi chúng ta lôi chúng ra khỏi vật chủ và sơ ý để chúng cắn.
Tại Puerto Rico, C. exigua là nguyên nhân của một vụ kiện nhắm vào một chuỗi siêu thị lớn. C. exigua được tìm thấy trong cá hồng từ Đông Thái Bình Dương và được vận chuyển đi tiêu thụ khắp thế giới. Khách hàng của vụ kiện tuyên bố đã bị ngộ độc khi ăn phải Rận ăn lưỡi đã nấu chín bên trong một con cá hồng. Vụ kiện sau đó đã bị bác bỏ khi C. exigua được chứng minh không độc với con người, chúng thậm chí còn được chế biến thành một số món ăn.

## Trên phương tiện truyền thông
- Một bức ảnh 3 con cá hề, mỗi con đều bị ký sinh bởi rận ăn lưỡi có thể nhìn thấy từ miệng, đã lọt vào danh sách bình chọn của cuộc thi nhiếp ảnh động vật hoang dã 2017 của Bảo tàng Lịch sử tự nhiên London.[9]
- Một phiên bản hư cấu của Cymothoa exigua đã được đề cập trong bộ phim The Bay.
- This Book Is Full of Spiders là bộ tiểu thuyết mô tả một loài ký sinh dựa trên hành vi của Cymothoa exigua, trong đó chúng thay thế lưỡi của con người và đôi khi điều khiển cả hành vi của vật chủ.

## Hình ảnh

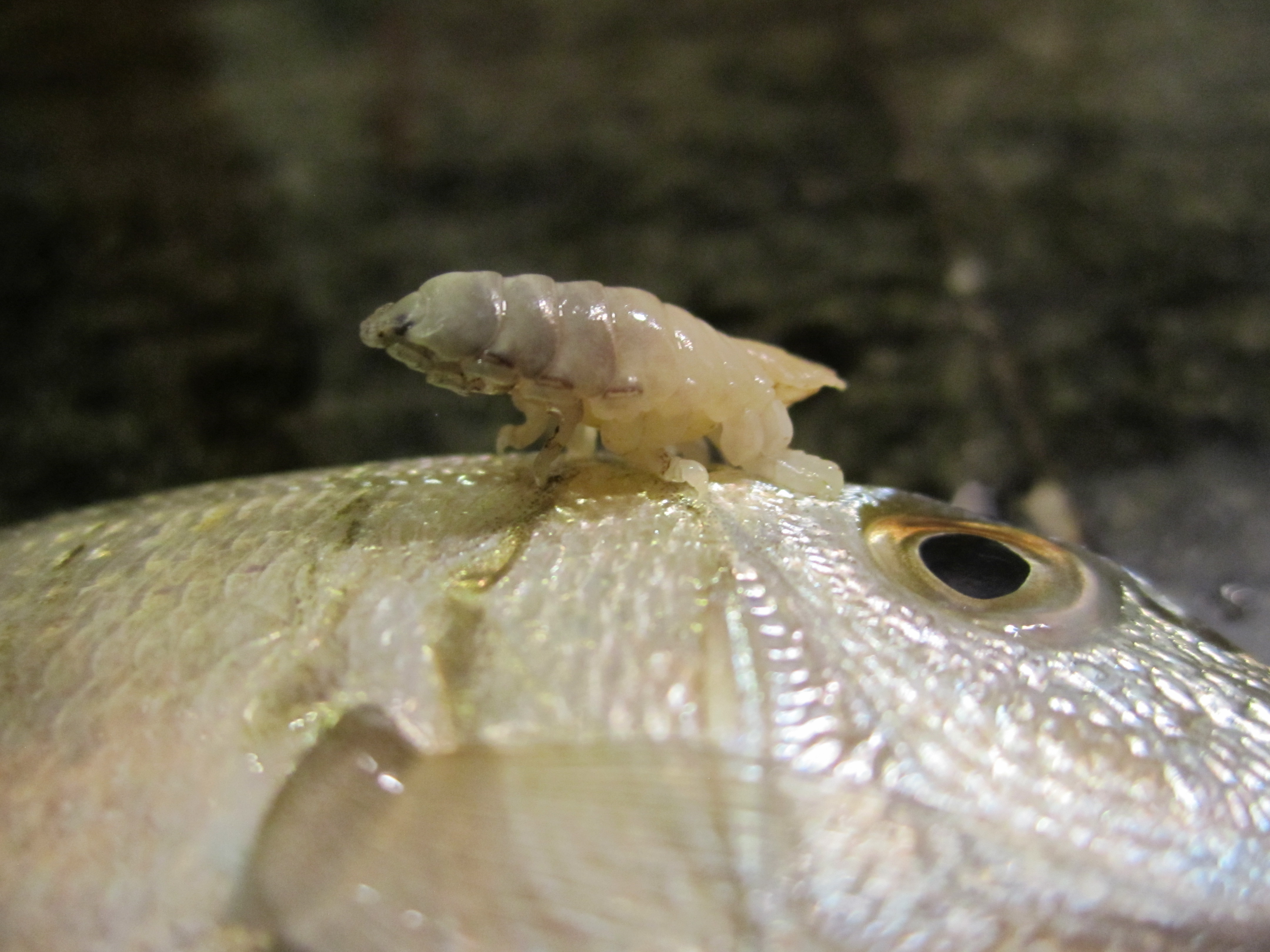
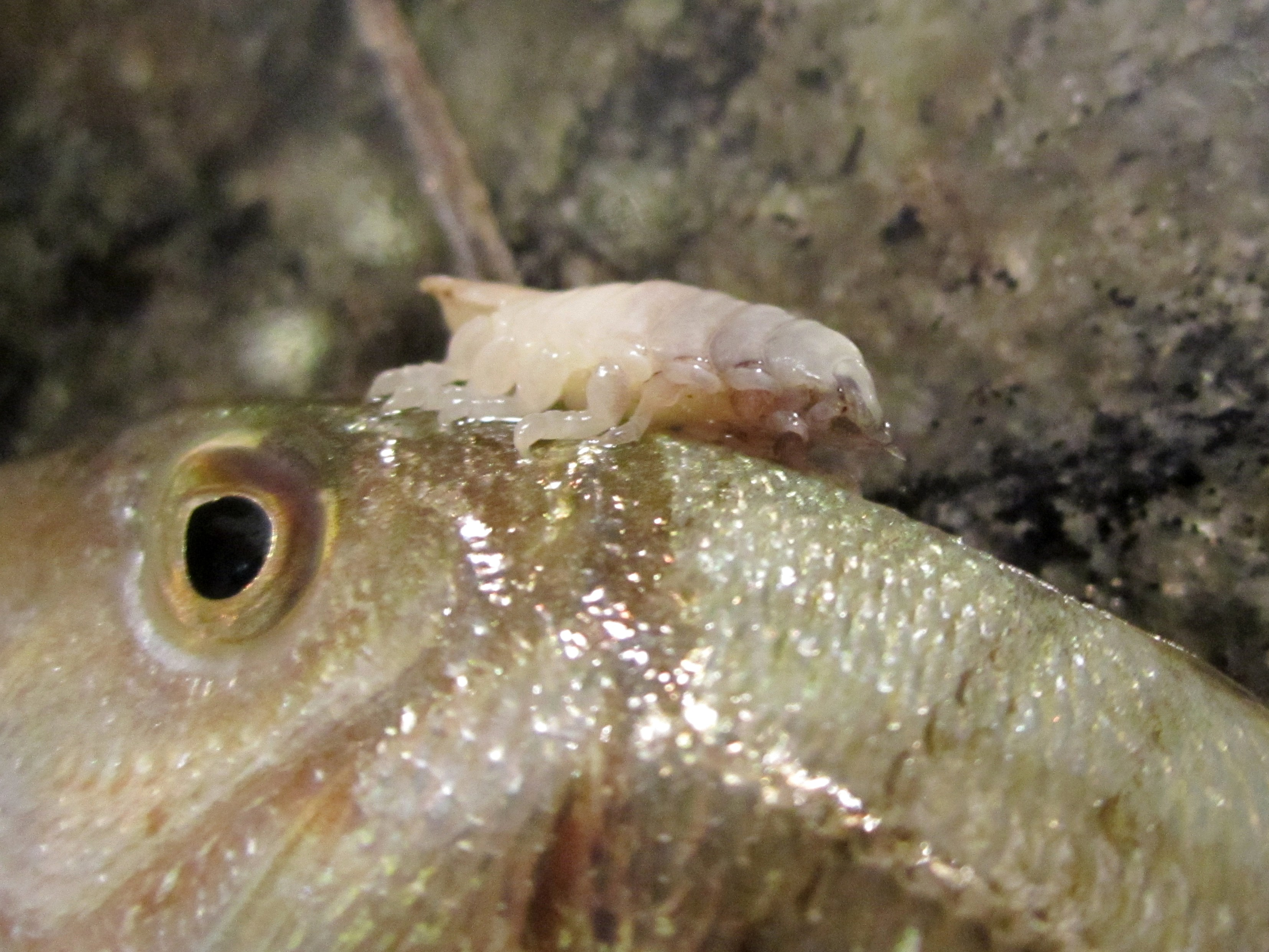
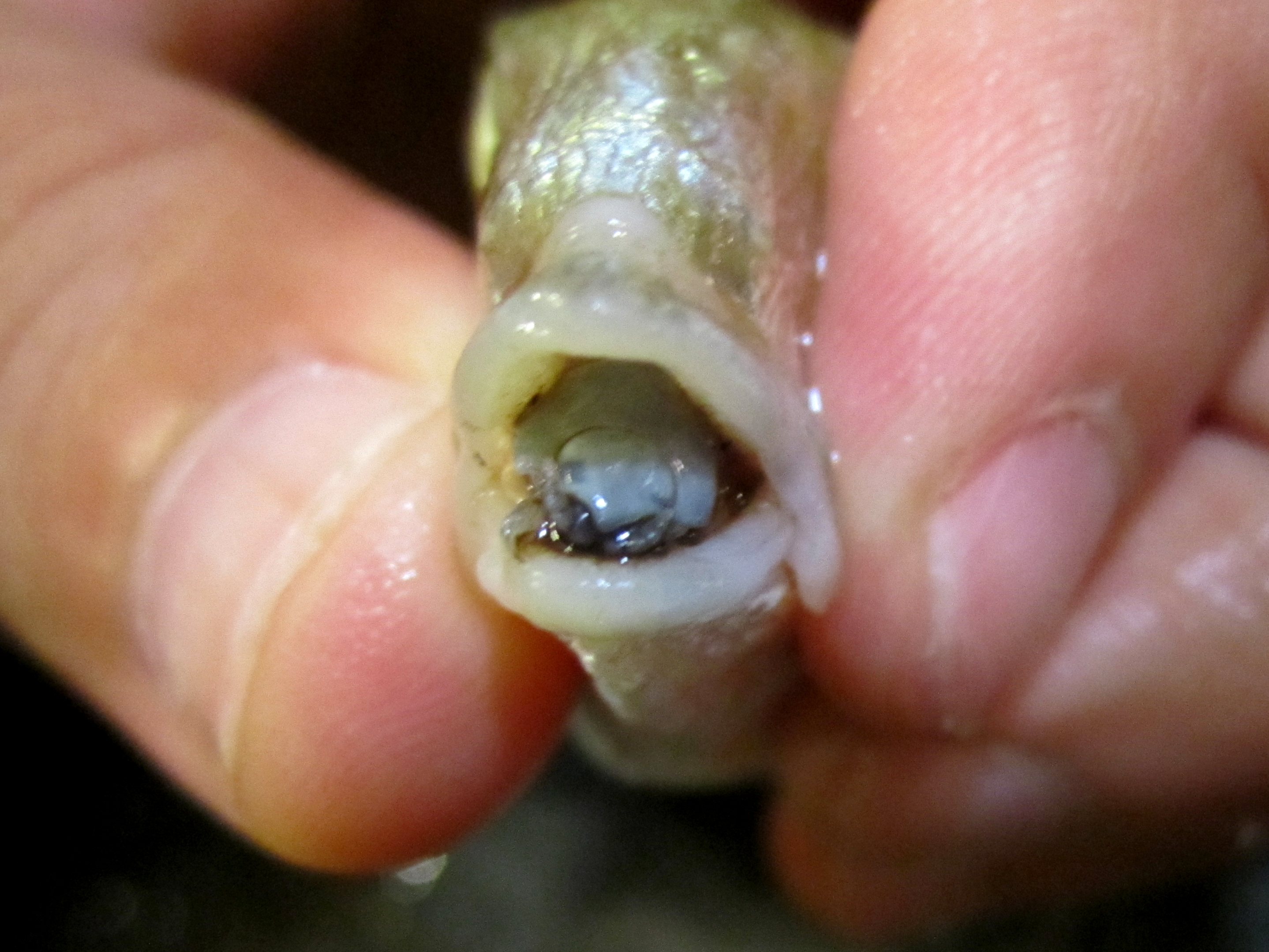